# جيمس جرينهالغ
جيمس جرينهالغ (بالإنجليزية: James Greenhalgh)‏ مواليد 19 فبراير 1975 في هارتفوردشير، هو لاعب كرة مضرب نيوزلندي سابق وكان يلعب باليد اليمنى. أعلى تصنيف له في الزوجي كان المركز الـ 89 في سنة 1999.

## النهائيات

### الزوجي: 1 (1–0)
| الحصيلة | الرقم | السنة | الدورة    | الأرضية | الشريك       | المنافس في النهائي       | النتيجة في النهائي |
| ------- | ----- | ----- | --------- | ------- | ------------ | ------------------------ | ------------------ |
| الفوز   | 1.    | 1999  | هونغ كونغ | صلبة    | غرانت سيلكوك | أندريه أغاسي ديفيد ويتون | فوز سهل            |

## روابط خارجية
- جيمس جرينهالغ على موقع رابطة محترفي التنس (الإنجليزية)
- جيمس جرينهالغ على موقع الاتحاد الدولي لكرة المضرب (الإنجليزية)
- جيمس جرينهالغ على موقع كأس ديفيز (الإنجليزية)
- جيمس جرينهالغ على موقع خلاصة التنس.كوم (الإنجليزية)